# Schlossbergschule Rhoden
Die Schlossbergschule Rhoden befindet sich in Diemelstadt-Rhoden Landkreis Waldeck-Frankenberg, Hessen. Sie ist eine Grund-, Haupt- und Realschule.

## Geschichte
1967 nahm die Schule als Mittelpunktschule Rhoden ihren Betrieb auf und wurde 2008 in Schlossbergschule Rhoden umbenannt.
Mitte des Schuljahres 2009/2010 wurden die ehemaligen Klassenräume in Lehrerräume umfunktioniert. Die Schule besitzt 13 Fachräume, 22 Lehrerräume, eine Cafeteria und eine Turnhalle. Für weitere Klassen- und Fachräume in einem Neubau bewilligte der Landkreis im September 2019 eine Million Euro.
Die Schule nahm im Schuljahr 2018/19 am Projekt Internet-ABC-Schulen teil und darf seit September 2019 das Projektsiegel  Ausgezeichnete Internet-ABC-Schule 2019 verwenden. Das Projekt wurde von der Hessischen Landesanstalt für privaten Rundfunk und neue Medien in Kooperation mit dem Hessischen Kultusministerium und der Medieninitiative Schule@Zukunft entwickelt. Mit dem Siegel wurden nur 106 von insgesamt 1.214 Grund- und Förderschulen Hessens ausgezeichnet. Im Schulbetrieb erfolgt dabei die Unterstützung durch einen Medienpädagogen und zwei speziell fortgebildete Lehrkräfte.